# Krušni Vrh
Krušni Vrh je naselje v občini Trebnje.
Krušni vrh je gručasto naselje na istoimenskem hribu (413 m) zahodno od Knežje vasi. Naselje obdaja kraški, precej kamnit svet, kljub temu pa so na zahodnem delu naselja njive Na hribu, v Brenku in v Zglavnicah. Gozd se razprostira na severni in vzhodni strani proti Mali vasi in Korenitki, med NOB pa so del kraja porušili Italijani.